# Češljasta kirnja
Kirnja češljasta (lat. Mycteroperca rubra) riba je iz porodice vučica (lat. Serranidae). To je nova vrsta u Jadranskom moru, prvi put je ulovljena 09.09.2000. godine na nekoliko milja od Dubrovnika. Ima izduženu glavu, donja vilica joj je dulja od gornje, glava joj je velika, tijelo jako i zaobljeno. Smeđe-crvene je boje po leđima i bokovima, trbuh svjetliji. Ponekad ima i svjetlije pjege po tijelu. Može narasti do 144 cm duljine i 49.7 kg težine, iako se vrlo rijetko nađu primjerci veći od 80 cm. Živi na dubinama od 15 do 50 m, a rjeđe i na većim dubinama do 200 m. Živi iznad kamenitih i pjeskovitih dna, većinom nad strmim kamenim obroncima u područjima s jačim strujama, a mlađi primjerci su vrlo česti u lagunama obraslima mangrovim stablima. Kao i ostale kirnje i ova je grabežljivac, hrani se najčešće glavonošcima i ribama. Cijenjena je za prehranu.

## Napomena
Iako ova kirnja nije iz roda Epinephelus kao većina kirnji u Jadranu, lovostaj u ljetnim mjesecima vrijedi i za nju (spada u "ostale kirnje"). 

## Rasprostranjenost
Češljasta kirnja najčešće zivi u istočnom dijelu Atlantika od Portugala do juga Angole, zalazi i u Mediteran gdje se sve češće hvata.

## Poveznice
|  | Zajednički poslužitelj ima još gradiva o temi Kirnja češljasta |
|  | Wikivrste imaju podatke o taksonu Kirnja češljasta             |